# Stanisław Komorowski (konserwator)
Stanisław Korczak Komorowski (ur. 15 czerwca 1915 w Warszawie, zm. 23 września 2004 tamże) – malarz, konserwator i restaurator malarstwa sztalugowego i rzeźby polichromowanej, kopista, grafik użytkowy, miniaturzysta, fotografik.

## Życiorys
Był synem Alberta Stanisława Korczak-Komorowskiego, herbu Korczak i Marii Korczak-Komorowskiej z Maluszyckich, herbu Assańczuk.
W 1943 r. ożenił się z Zofią Korczak-Komorowską, z domu Miączyńską, herbu Suchekomnaty, z którą miał czwórkę dzieci: Andrzeja Korczak-Komorowskiego, Stanisława Korczak-Komorowskiego, Krzysztofa Korczak-Komorowskiego oraz Annę Komorowską-Sławiec, która przejęła po nim pracownię konserwacji dzieł sztuki.
W latach 1941–1944 uczył się malarstwa u Józefa Toma, Tadeusza Pruszkowskiego oraz w tajnej szkole malarskiej Adama Rychtarskiego i Lucjana Jagodzińskiego.
W latach 1945–1950 studiował w Akademii Sztuk Pięknych w Krakowie w pracowni malarskiej Zbigniewa Pronaszki. Nauki pobierał u profesorów: Zygmunta Radnickiego, Wacława Taranczewskiego, Jana Hoplińskiego i Ludwika Gardeckiego. Po studiach przejściowo porzucił twórczość malarską na rzecz działalności konserwatorskiej. Pracował w Państwowej Pracowni Konserwacji Zabytków, aby po niespełna 3 latach rozpocząć prowadzenie prywatnej pracowni, czynnej do czasu choroby w 1993 r.
Stanisław Komorowski pozostawił dokumentację fotograficzną i opisową odrestaurowanych 3500 obiektów, głównie malarstwa sztalugowego. Wśród autorów odnowionych prac znajdują się takie nazwiska jak: Carracci, Kalf, Rubens, Veronese, Velazquez, Steen, Terborch oraz Corot, Daumier, Dupre, Vlaminck. Restauracji w staromiejskiej pracowni poddano między innymi ponad 50 obrazów Jacka Malczewskiego, ok. 50 prac Wojciecha Kossaka, 20 Józefa Brandta, oraz liczne prace Aleksandra Gierymskiego, Jana Piotra Norblina, Juliusza i Wojciecha Kossaków, Jana Matejki, Maurycego Gottlieba, Henryka Siemiradzkiego, Władysława Czachórskiego, Leona Wyczółkowskiego, Konrada Krzyżanowskiego, Józefa Pankiewicza i innych.
Wiele realizacji konserwatorskich związanych jest z Warszawą. Dla Stanisława  Komorowskiego szczególnie znacząca była dwukrotna konserwacja krucyfiksu Baryczkowskiego z katedry warszawskiej oraz obrazu olejnego św. Antoniego (1664) z kościoła Franciszkanów.
Był ministerialnym rzeczoznawcą, brał udział w licznych inicjatywach społecznych, komisjach i radach zajmujących się odbudową stolicy, między innymi był członkiem Rady Prymasowskiej Budowy Kościołów w Archidiecezji Warszawskiej, Komisji Artystycznej i Architektonicznej w Archidiecezji Warszawskiej, Społecznej Rady Odbudowy Kościołów. Nadzorował prace rekonstrukcyjne i restauratorskie w kilkudziesięciu kościołach na terenie całej Polski. Współpracował z Muzeum Historii Miasta Stołecznego Warszawy, między innymi wykonując kopie portretów, miniatury.
Główne realizacje konserwatorskie Stanisława Komorowskiego znajdują się w kolekcjach Muzeów Narodowych w Warszawie, Krakowie, Poznaniu, Wrocławiu, Gdańsku, Toruniu, Lublinie, Kielcach, Płocku i wielu innych, a także w licznych kościołach na terenie całej Polski, ze szczególnym uwzględnieniem Warszawy. Odrestaurowane (zespołowo) malowidła ścienne znajdują się w kościołach w Makowie Mazowieckim, Nowym Dworze, Józefowie czy Rembertowie. Spektakularną realizacją jest konserwacja i rekonstrukcja zespołu polichromii w pałacu w Jabłonnie.
Był członkiem Związku Polskich Artystów Fotografików i Związku Polskich Artystów Plastyków, gdzie zasiadał w Komisji Socjalnej wspierającej artystów znajdujących się w ciężkim położeniu materialnym i niejednokrotnie prowadził aukcje charytatywne na rzecz wspierania pracowni plastycznych.

## Dorobek

### Realizacje konserwatorskie
Wybrane, ważniejsze realizacje konserwatorskie o tematyce sakralnej w Warszawie:
1. Zespół obiektów w bazylice archikatedralnej:
- cudowny Chrystus, zwany Baryczkowskim – rzeźba XV w.
- poliptyk wrocławski - XV w.
- obraz polowy Jana Kazimierza, Michała Korybuta Wiśniowieckiego i Jana III-go, „Najświętsza Maria Panna” z kościoła Kanoniczek, XVII w.
- obraz pt. „Koronacja Najświętszej Marii Panny”, późnogotycki, dar rodziny Czetwertyńskich XVI w.
- obraz olejny pt. „Święty Paweł Pustelnik”, XII w.
- obraz olejny na desce pt. „Ukrzyżowanie”, XVII w.
- obraz olejny na blasze pt. „Portret Baryczki”, XVII w.
- obraz olejny Michała Willmana pt. „Wizja Św. Jana”, XVII w.
- obraz olejny Michała Willmana pt. „Chrzest w Jordanie”, XVII w.
- polichromia figur w stallach i herbów na balkonach[7]

2. Kościół oo. Jezuitów pw. Najświętszej Matki Boskiej Łaskawej:
- obraz Najświętszej Matki Boskiej Łaskawej, XVII w.
- Krucyfiks z Lubeki, XVI/XVII w.

3. Kościół św. Marcina, poaugustiański:
- figura polichromowana, XVI w.

4. Kościół akademicki pod wezwaniem św. Anny:
- obraz olejny w ołtarzu głównym, Św. Anna Samotrzeć, XVII w.
- obraz olejny pt. „Zmartwychwstanie”, koniec XVIII w.

5. Kościół oo. Paulinów, św. Ducha: figura Chrystusa, przełom XIX/XX w.
6. Kościół św. Jacka:
- trzy figury gotyckie w łuku tęczowym, „Grupa Ukrzyżowania”, XV/XVI w.
- obraz olejny „św. Jacka”, XVIII w.

7. Kościół św. Kazimierza sióstr Karmelitanek: figura św. Józefa, XVII w.
8. Kościół św. Franciszka Serafickiego, oo. Franciszkanów:
- obraz olejny św. Antoni Padewski, połowa XVII w.
- obraz olejny Matka Boska w ołtarzu głównym, XVII w.
- obraz św. Józef. XVIII w.
- obraz św. Józef, Franciszek Smuglewicz, XVIII w.
- obrazy w ołtarzach bocznych

9. Kościół Przemienienia Pańskiego, oo. Kapucynów: obraz Najświętszej Marii Panny, połowa XIX w.
10. Kaplica Res Sacra Miser: Matka Boska Częstochowska, XVIII w.
11. Kościół Wszystkich Świętych:
- trzy obrazy olejne Michała Willmanna, XVII w.
- obraz Matki Boskiej Częstochowskiej, połowa XIX w.

12. Kościół św. Piotra i Pawła (św. Barbara): feretron, XIX wiek
13. Kościół św. Karola Boromeusza w Warszawie (Powązki) (św. Andrzej): obraz Michała Willmanna, XVII w.
14. Kościół Niepokalanego Poczęcia Najświętszej Marii Panny: Krucyfiks, XVIII w.
15. Kościół św. Trójcy Przenajświętszej:
- figura Jezusa Nazareńskiego, szkoła hiszpańska, XVII w.
- Krucyfiks, XVIII w.

16. Kościół św. Kazimierza, sióstr Szarytek: obraz ludowy, XVIII w.
17. Kościół św. Benona: figura św. Benona, XVIII w.
18. Kościół Matki Bożej Loretańskiej:
- panneau na ambonie, XVII w.
- obraz Najświętszej Marii Panny, XVIII w.

19. Kościół św. Katarzyny na Służewie: Krucyfiks ludowy, XVI w.
20. Kaplica św. Jacka na Służewie: obraz Matki Boskiej z Żółkwi, XVI w.
21. Pałac jego Eminencji Księdza Kardynała:
- obraz na desce pt. „Św. Rodzina”, XVI w.
- portret arcybiskupa Popiela, Stanisław Lenz, XIX/XX w.
- portret arcybiskupa Fijałkowskiego.

Powyższa lista wybranych dzieł mogłaby zostać uzupełniona o konserwatorskie realizacje w kilkunastu podwarszawskich świątyniach w Babsku, Błoniu, Głuchowie, Kobyłce, Makowie Skierniewickim, Mszczonowie, Piasecznie, Podkowie Leśnej, Rembertowie Grójeckim, Rokitnie, Tarczynie i innych. Ponadto Stanisław Komorowski jest autorem kopii obrazów oraz własnych kompozycji malarstwa religijnego do wielu świątyń stolicy.

### Wystawy
Wybrane zbiorowe wystawy autorskie malarstwa i fotografii:
- „Oświecenie” (Muzeum Narodowe w Warszawie),
- fotografika Polskie Towarzystwo Fotograficzne w Częstochowie (1949),
- fotografika PTF w Krakowie (1950),
- III Ogólnopolska Wystawa Fotografiki w Krakowie (1951),
- VII Festiwal Sztuk Pięknych w Warszawie (1978),
- Warszawski Dom Artysty Plastyka (1980).

Wybrane indywidualne wystawy autorskie malarstwa:
- wystawa w Częstochowie (1945),
- „Studencki Festiwal Akademicki Malarstwa” (1949),
- Klub Artysty Plastyka WSM na Żoliborzu (1980),
- Ośrodek Kultury w Puławach (1985).

Kurator monograficznej wystawy prac prof. Adama Rychtarskiego w warszawskiej Zachęcie (1981).